# Estanque Negro
Estanque Negro är en sjö i Spanien.   Den ligger i provinsen Província de Lleida och regionen Katalonien, i den nordöstra delen av landet, 500 km nordost om huvudstaden Madrid. Estanque Negro ligger 2 332 meter över havet. Arean är 0,28 kvadratkilometer. Trakten runt Estanque Negro består i huvudsak av gräsmarker. Den sträcker sig 0,7 kilometer i nord-sydlig riktning, och 0,5 kilometer i öst-västlig riktning.